# Howie Dorough
Howard Dwayne Dorough (Orlando, Flórida, 22 de agosto de 1973) popularmente conhecido pelo nome artístico Howie D, é um cantor, compositor, ator e modelo estadunidense, mais conhecido como membro do grupo Backstreet Boys. Em 2011, lançou seu álbum de estúdio de estreia Back to Me, que alcançou posições em tabelas musicais japonesas, lançamento seguido de Which One Am I? de 2019, voltado ao público infantil.

## Biografia e carreira

### 1973–1991: Infância, adolescência e primeiros trabalhos artísticos
Howard Dwaine Dorough nasceu em Orlando, no estado da Flórida, Estados Unidos, em 22 de agosto de 1973, como o caçula de cinco irmãos, filho de Hoke Dwaine Dorough um irlandês-americano e Paula Flores-Dorough uma porto-riquenha. O interesse de Dorough pela música iniciou-se aos três anos, quando ele costumava "brincar de cantar canções" para seus avós. Aos seis anos, começou a cantar durante a missa no coral da igreja e através de sua irmã Pollyanna, conseguiu seu primeiro papel na adaptação musical de O Mágico de Oz atuando como cantor e ator. Durante a escola primária, sua mãe o matriculou em teatros comunitários infantis e Dorough se apresentou em muitas produções teatrais comunitárias como Sound Of Music, Showboat e Camelot, além disso, ela o levou a aulas de canto/voz e atuação, o inserindo em uma academia de artes cênicas, onde ele também teve aulas de balé clássico, sapateado e jazz. Dorough também participou de um grupo de balé somente para rapazes.
Ainda durante a fase escolar, Dorough foi vítima de bullying devido sua insuficiência na língua espanhola, seu alcance vocal em falsete e peso. Apesar disso, ele cantou e atuou em coral, shows de talentos e produções escolares, além de um programa de TV escolar chamado Macho & Camacho. Aos 14 anos, realizou um teste para ingressar na boy band latina Menudo, entretanto, por sua não fluência no espanhol, não obteve êxito. Dorough foi descoberto por um agente durante a adolescência e conseguiu papéis pequenos em filmes, como Parenthood (1989) e Cop and a Half filmado em 1992, além de participar do piloto da série de televisão da Nickelodeon, Welcome Freshman (1991-94) e estrelar uma propaganda para a Disney World, sob o nome artístico de Tony Donetti, pois seu agente considerava seu nome de nascimento "formal demais". E embora Dorough não gostasse dos tipos de projetos, seu agente acreditava que esses trabalhos lhe ajudariam a ser reconhecido.

### 1992–2003: Início com o Backstreet Boys
Após terminar o ensino médio pela Edgewater High School, Dorough continuou com suas atividades de canto, dança e atuação, a fim de conseguir projeção artística. Em abril de 1992, sob o nome artístico de Tony Donetti, ele realizou um teste para um novo grupo vocal, porém suas informações de contato foram perdidas, meses depois seu agente lhe pediu que realizasse um teste para o mesmo grupo, após considerar sobre a questão, Dorough compareceu ao teste e descobriu que estavam tentando entrar em contato com ele, mas que não haviam conseguido devido ao uso do nome artístico. Ao ser bem sucedido para integrar o grupo nomeado como Backstreet Boys, Dorough passou a utilizar o nome artístico de Howie D.
O Backstreet Boys passou a se apresentar em diversos locais pelos Estados Unidos, até obter um contrato de gravação pela Jive Records em 1994. No ano seguinte, o lançamento do primeiro single do grupo obteve um desempenho mediano em seu país, diferentemente ao obtido na Europa, levando o grupo a focar-se seus esforços neste último. O quinteto lançou dois álbuns de estúdio, Backstreet Boys (1996) e Backstreet's Back (1997), acompanhados de respectivas turnês musicais, levando o grupo a obter uma crescente popularidade, que se estendeu aos Estados Unidos com o lançamento de seu álbum de estreia no país. Em julho de 1997, Dorough fundou uma empresa de desenvolvimento imobiliário chamada Sweet D, Inc. com seu irmão mais velho, John.
Em agosto de 1998, Dorough juntamente com familiares, esteve no Brasil pela primeira vez, onde participou de entrevistas e programas de televisão, a fim de realizar atividades promocionais para o Backstreet Boys na América do Sul. No ano seguinte, o Backstreet Boys lançou Millenium, seu terceiro álbum de estúdio. Em 2001, Dorough realizou uma participação no vídeo musical da canção "Supergirl", pertencente a cantora Krystal Harris, o qual integrou a trilha sonora do filme The Princess Diaries  e lançou juntamente com o Backstreet Boys, seu quarto álbum de estúdio intitulado Black & Blue. Após o lançamento de seu primeiro álbum de grandes êxitos, The Hits: Chapter One em outubro do mesmo ano, o quinteto realizou uma pausa em suas atividades promocionais.

### 2004–2019:Back to MeeWhich One Am I?

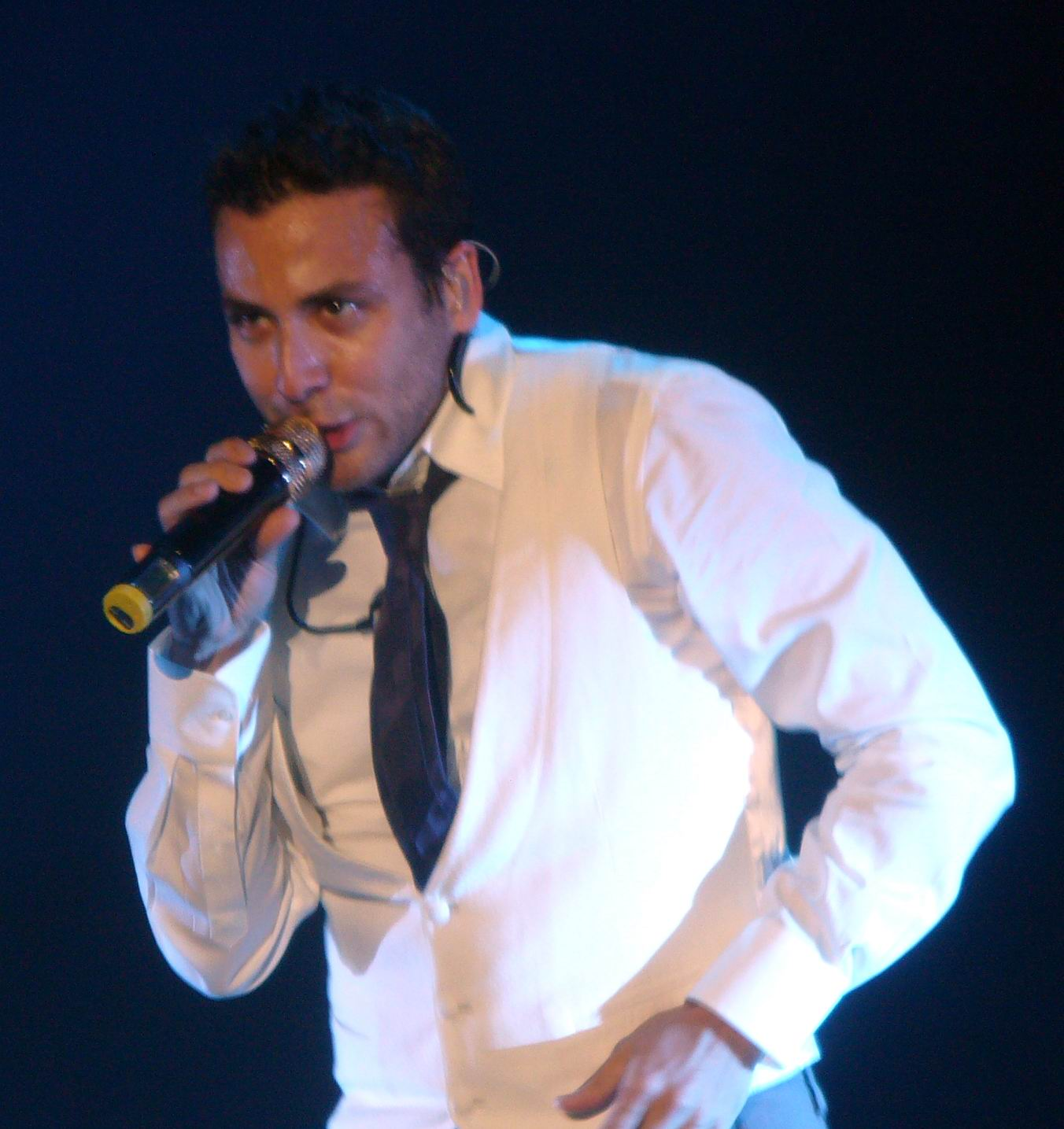
Dorough durante a Unbreakable Tour em abril de 2008.

Em 2004, Dorough fundou a HC Entertainment e trabalhou como produtor para artistas como George Nozuka e Katelyn Tarver, como parte de sua parceria de gestão com CJ Huyer, ex-membro do grupo masculino 3deep. Além disso, retornou ao estúdio de gravação para a produção do quinto álbum de estúdio do Backstreet Boys, Never Gone, lançado no ano seguinte. Nos anos seguintes, Dorough passou a produzir ativamente material para o lançamento de seu primeiro álbum de estúdio com elementos de música latina, entretanto, ele acabou desistindo da ideia, se concentrando no pop-dance. Adicionalmente, ele continuou a realizar as atividades promocionais do Backstreet Boys, que incluiu os lançamentos dos álbuns  Unbreakable (2007) e This Is Us (2009) e suas respectivas turnês mundiais acompanhantes.
Em 3 de junho de 2011, Dorough lançou o single "100" e realizou uma turnê promocional no Japão. Em 4 de outubro, o single "Lie to Me" foi lançado, o que foi seguido de Dorough servindo como ato de abertura da turnê Femme Fatale Tour de Britney Spears na América do Sul. Em 9 de novembro do mesmo ano, seu primeiro álbum de estúdio, Back to Me, foi lançado primeiramente para o mercado japonês e atingiu a posição de número 56 pela parada japonesa Oricon Albums Chart. Mais tarde, Back to Me foi lançado mundialmente. Em 28 de fevereiro de 2012, o último single retirado do álbum, "Going Going Gone" foi lançado. Em 2013, Dorough e os outros membros do Backstreet Boys apareceram como versões ficcionais de si mesmos no filme de comédia This Is the End. Naquele mesmo ano, ocorreu o lançamento do oitavo álbum de estúdio do grupo In a World Like This e sua turnê mundial correspondente. Em 2015, produtores musicais mencionaram que Dorough estava trabalhando em seu segundo álbum solo e que o mesmo seria lançado no mesmo ano, o que não ocorreu. Em 2016, ele estrelou o filme de terror-faroeste Dead 7, escrito por seu companheiro de grupo Nick Carter.
Em 2019, enquanto participava das atividades promocionais do Backstreet Boys, que incluiu o lançamento de um álbum e uma turnê mundial, Dorough anunciou em 9 de maio, que seu segundo álbum de nome Which One Am I? seria lançado em 12 de julho. O álbum explora questões de sua juventude, incluindo seu conflito de identidade e foi voltado ao público infantil.

### 2020–presente: Outros projetos
No início de 2020, Dorough estrelou um musical inspirado em sua vida chamado Howie D: Back in the Day com apresentações no The Rose Theatre em Omaha, Nebraska, Estados Unidos. Para a produção, a irmã de Dorough, Pollyanna, foi interpretada por Natalie Hanson e sua mãe, por Christina Maria. Em 25 de fevereiro de 2021, ele foi um dos convidados do programa Long Island Medium: There in Spirit do serviço de streaming Discovery +, o qual recebeu carta psicografada.

## Filantropia
Em 12 de setembro de 1998, a irmã mais velha de Dorough, Caroline, faleceu aos 37 anos de idade devido a complicações do Lúpus, uma doença auto-imune. Após sua morte, ele estabeleceu a Fundação Dorough Lupus Foundation (DLF), em sua homenagem para ajudar a angariar fundos para a pesquisa sobre o lúpus. Desde então, Dorough já realizou muitos eventos de caridade para a fundação, incluindo concertos, leilões e alguns cruzeiros anuais. A fundação ajuda a aumentar a conscientização sobre a doença, fornece apoio financeiro para aqueles que não podem pagar tratamento e arrecada dinheiro para pesquisas.

## Vida pessoal
Em 6 de dezembro de 2000, Dorough conheceu a produtora executiva de filmes da Warner Brothers, Leigh Anne Boniello, que havia trabalhado como webmaster no website oficial do Backstreet Boys. A partir de então, o casal iniciou um relacionamento que durou 6 anos, até ele a pedir em casamento na frente da família dela durante um evento de Ano Novo. Em 8 de dezembro de 2007, eles se casaram em uma cerimônia tradicional católica, em uma catedral de Orlando, Flórida, onde Dorough se batizou e cantou em seu coral quando mais jovem.
O casal tem dois filhos, James Hoke Dorough, nascido em 6 de maio de 2009 e Holden John Dorough, nascido em 16 de fevereiro de 2013.

## Discografia

### Álbuns
- Back to Me (2011)
- Live from Toronto (2012)
- Which One Am I (2019)

### Singles
- "100" (2011) - Back to Me
- "Lie to Me" (2011) - Back to Me
- "Going Going Gone" (2012) - Back to Me
- "No Hablo Español" (2019) - Which One Am I?
- "The Me I'm Meant to Be" (2019) - Which One Am I?
- "Monsters In My Head" (2019) - Which One Am I?

### Colaborações
- "Show Me What You Got" (Howie Dorough com participação de BoA)
- "I'll Be There" (Howie Dorough com participação de Sarah Geronimo)
- "It Still Matters ~愛は眠らない(Ai wa Nemuranai)~" (The Gospellers com participação de Howie Dorough)
- "If I Say" (Howie Dorough com participação de U)
- "Worth Fighting For" (Howie Dorough com participação de U)
- "New Tomorrow" (A Friend in London com participação de Howie D)

## Filmografia

### Filmes
| Ano  | Título         | Papel   | Notas |
| ---- | -------------- | ------- | ----- |
| 1989 | Parenthood     |         |       |
| 1992 | Cop and a Half |         |       |
| 2016 | Dead 7         | Vaquero |       |

### Televisão
| Ano  | Emissora    | Título                              | Papel            | Notas                              |
| ---- | ----------- | ----------------------------------- | ---------------- | ---------------------------------- |
| 1990 | Nickelodeon | Welcome Freshmen                    | Estudante        | Participação no projeto piloto     |
| 2002 | Nick Jr.    | Dora the Explorer                   | Papai Noel (Voz) | Temporada 2, episódio 16           |
| 2002 | The WB      | Sabrina the Teenage Witch           | Strum            | Temporada 7, episódio 2            |
| 2002 | PBS         | Sesame Street                       | Ele mesmo        |                                    |
| 2004 | Nick Jr.    | Dora the Explorer                   | Voz              | Cantando, temporada 3, episódio 18 |
| 2014 | VH1         | I Heart Nick Carter                 | Ele mesmo        |                                    |
| 2021 | Discovery + | Long Island Medium: There in Spirit | Ele mesmo        | Convidado, temporada 1, episódio 6 |